# La Kakyerie
La Kakyerie orthographiée aussi La Kakeyrie ou La Kakirie est un immeuble classé de la ville belge de Huy (province de Liège). La maison est actuellement connue comme auberge des Chats qui Rient.

## Situation
L'immeuble se situe à Huy, sur la rive gauche de la Meuse en aval et à l'est de la ville en direction d' Ampsin, au no 62 du quai de Compiègne, au lieu-dit Corphalie. La ligne ferroviaire Liège-Namur passe à l'arrière du bâtiment.

## Origine du nom
Ce nom proviendrait du terme kakillerie, une déformation de castillerie désignant à l'époque de la construction une maison fortifiée. Un moment appelé Kakirie, l'immeuble prend le nom de Chats qui Rient par déformation phonétique. Depuis le début du XIXe siècle, deux chats se faisant face sont visibles à l'intérieur de la niche cintrée située entre la deuxième et la troisième travée du bâtiment en remplacement d'une pierre sculptée et armoriée de part et d'autre d'un lion en plâtre, portant en caractères gothiques la devise : Plutôt mourir de franche volonté que du pays perdre la liberté. Cette pierre est aujourd'hui visible au Musée communal de Huy.

## Description
Le soubassement, le rez-de-chaussée et tous les encadrements des baies du corps de logis et de la tour sont réalisés en moellons de pierre calcaire. L'étage est construit en brique sous une toiture à deux pans d'ardoises percée de lucarnes. Une tour circulaire de deux niveaux se dresse à l'angle oriental de la façade avant. 
La façade avant du corps de logis est haute de deux niveaux (un étage) et compte sept travées inégales. Auparavant, le bâtiment se prolongeait vers l'est par deux travées supplémentaires qui se trouvaient à l'arrière de la tour. Placée sur la troisième travée en partant de la gauche, la porte d'entrée  cintrée dont les moulures reposent sur des culots sculptés de têtes féminine ou masculine date de la première moitié du XVIe siècle. Parmi les onze baies vitrées de la façade avant, trois du rez-de-chaussée ont conservé leur linteau d'origine en accolade. De petits oculi sont présents sous la toiture du corps de logis et de la tour.